# Елендејл (Северна Дакота)
Елендејл (енгл. Ellendale) град је у америчкој савезној држави Северна Дакота.

## Демографија
По попису из 2010. године број становника је 1.394, што је 165 (-10,6%) становника мање него 2000. године.
| Група             | 2000.         | 2010.         |
| Белци             | 1.517 (97,3%) | 1.313 (94,2%) |
| Афроамериканци    | 2 (0,1%)      | 17 (1,2%)     |
| Азијати           | 2 (0,1%)      | 3 (0,2%)      |
| Хиспаноамериканци | 10 (0,6%)     | 17 (1,2%)     |
| Укупно            | 1.559         | 1.394         |